# Diócesis de Kongolo
La diócesis de Kongolo (en latín: Dioecesis Kongoloënsis y en francés: Diocèse de Kongolo) es una circunscripción eclesiástica de la Iglesia católica en la República Democrática del Congo. Se trata de una diócesis latina, sufragánea de la arquidiócesis de Lubumbashi. Desde el 31 de marzo de 2007 su obispo es Oscar Ngoy wa Mpanga, de la Congregación del Espíritu Santo.

## Territorio y organización
La diócesis tiene 44 200 km² y extiende su jurisdicción sobre los fieles católicos de rito latino residentes en los territorios de Kabalo y Kongolo de la provincia de Tanganica, y una parte del territorio de Kabongo de la provincia de Alto Lomami.
La sede de la diócesis se encuentra en la ciudad de Kongolo, en donde se halla la Catedral del Sagrado Corazón de María.
En 2021 en la diócesis existían 18 parroquias agrupadas en 4 decanatos: Centro, Norte, Este (Kabalo) y Sur (Kabongo).

## Historia
La prefectura apostólica de Katanga Septentrional fue erigida el 30 de junio de 1911 con el decreto Ut in amplissimo de la Congregación de Propaganda Fide, obteniendo el territorio de la prefectura apostólica del Kasai Superior (hoy arquidiócesis de Kananga).
El 7 de abril de 1927 el papa Pío XI con el breve Quae in exploratam redefinió las fronteras con la prefectura apostólica de Lulua y el Centro de Katanga (hoy diócesis de Kamina).
El 18 de junio de 1935 la prefectura apostólica fue elevada a vicariato apostólico con la bula Digna sane del papa Pío XI.
El 8 de marzo de 1951 asumió el nombre de vicariato apostólico de Kongolo en virtud del decreto Cum in Congi de la Congregación de Propaganda Fide.
El 23 de abril de 1956 cedió una parte de su territorio para la erección del vicariato apostólico de Kindu (hoy diócesis de Kindu) mediante la bula Apostolica Sedes del papa Pío XII.
El 10 de noviembre de 1959 el vicariato apostólico fue elevado a diócesis con la bula Cum parvulumdel papa Juan XXIII.
El 24 de abril de 1971 cedió otra porción de su territorio para la erección de la diócesis de Manono mediante la bula Qui regno Christi del papa Pablo VI.

## Estadísticas
Según el Anuario Pontificio 2022 la diócesis tenía a fines de 2021 un total de 298 247 fieles bautizados.
| Año                                                                             | Población            | Población | Población      | Sacerdotes | Sacerdotes    | Sacerdotes    | Bautizados por sacerdote | Diáconos permanentes | Religiosos | Religiosos | Parroquias |
| Año                                                                             | Bautizados católicos | Total     | % de católicos | Total      | Clero secular | Clero regular | Bautizados por sacerdote | Diáconos permanentes | Varones    | Mujeres    | Parroquias |
| ------------------------------------------------------------------------------- | -------------------- | --------- | -------------- | ---------- | ------------- | ------------- | ------------------------ | -------------------- | ---------- | ---------- | ---------- |
| 1950                                                                            | 44 058               | 254 000   | 17.3           | 47         | 2             | 45            | 937                      |                      | 57         | 33         | 11         |
| 1970                                                                            | 79 790               | 395 000   | 20.2           | 32         |               | 32            | 2493                     |                      | 37         | 40         | 15         |
| 1980                                                                            | 79 280               | 340 000   | 23.3           | 39         | 23            | 16            | 2032                     |                      | 18         | 51         | 12         |
| 1990                                                                            | 107 689              | 444 000   | 24.3           | 30         | 15            | 15            | 3589                     |                      | 16         | 105        | 15         |
| 1997                                                                            | 133 838              | 564 000   | 23.7           | 41         | 37            | 4             | 3264                     |                      | 7          | 115        | 14         |
| 2003                                                                            | 148 033              | 603 030   | 24.5           | 35         | 33            | 2             | 4229                     |                      | 3          | 81         | 14         |
| 2004                                                                            | 135 350              | 700 000   | 19.3           | 38         | 35            | 3             | 3561                     |                      | 5          | 73         | 14         |
| 2006                                                                            | 253 000              | 750 000   | 33.7           | 41         | 37            | 4             | 6170                     |                      | 5          | 74         | 14         |
| 2013                                                                            | 304 000              | 902 000   | 33.7           | 48         | 46            | 2             | 6333                     |                      | 4          | 52         | 17         |
| 2016                                                                            | 287 588              | 975 572   | 29.5           | 59         | 57            | 2             | 4874                     |                      | 4          | 50         | 17         |
| 2019                                                                            | 301 950              | 1 307 700 | 23.1           | 74         | 71            | 3             | 4080                     |                      | 4          | 48         | 18         |
| 2021                                                                            | 298 247              | 1 392 735 | 21.4           | 83         | 81            | 2             | 3593                     |                      | 4          | 49         | 18         |
| Fuente: Catholic-Hierarchy, que a su vez toma los datos del Anuario Pontificio. |                      |           |                |            |               |               |                          |                      |            |            |            |

## Episcopologio
- Emilio Callewaert, C.S.Sp. † (1912-1922 falleció)
- Luigi Lempereur, C.S.Sp. † (1922-1930 falleció)
- Georges Joseph Haezaert, C.S.Sp. † (11 de febrero de 1931-20 de julio de 1949 renunció)
- Gustave Joseph Bouve, C.S.Sp. † (31 de mayo de 1950-1 de septiembre de 1970 renunció[nota 1])
- Jérôme Nday Kanyangu Lukundwe † (16 de enero de 1971-31 de marzo de 2007 retirado)
- Oscar Ngoy wa Mpanga, C.S.Sp., desde el 31 de marzo de 2007